# Tribunal de Justiça Militar do Estado de Minas Gerais
O Tribunal de Justiça Militar do Estado de Minas Gerais é um órgão constituinte do poder judiciário do Estado de Minas Gerais, Brasil. Sob sua responsabilidade está o julgamento de ações criminais militares e administrativo-disciplinares relativas aos militares estaduais componentes da Polícia Militar e do Corpo de Bombeiros Militar de Minas Gerais.

## Histórico
Até 1934, nenhuma das Constituições brasileiras fazia referência à Justiça Militar dos Estados. Apenas a Constituição de 1934, embora não dispusesse expressamente sobre a Justiça Militar, conferiu à União competência privativa para legislar sobre organização, instrução, justiça e garantias das forças policiais dos Estados, bem como condições gerais de utilização destas em caso de mobilização ou de guerra. Em vista de tal disposição constitucional, a Lei Federal nº 192, de 17 de janeiro de 1936, autorizou a organização da Justiça Militar nos Estados.
Em Minas Gerais, a Justiça Militar foi criada pela Lei nº 226, de 9 de novembro de 1937 (Organiza a Justiça Militar do Estado). Naquela época, compunha-se, apenas, de um Auditor e de Conselhos de Justiça, especiais ou permanentes. Na falta de um órgão próprio de segundo grau, a jurisdição era exercida pela Câmara Criminal da Corte de Apelação, hoje, Tribunal de Justiça.
A Constituição da República de 1946 posicionou a Justiça Militar estadual como órgão do Poder Judiciário dos Estados, orientação essa seguida pelas Constituições posteriores, e previu a criação de órgãos de Segunda Instância, ou seja, os Tribunais Militares. No mesmo ano, através do Decreto-lei nº 1.630, de 15 de janeiro (Lei de Organização Judiciária do Estado e Regimento de Custas), foi ela reestruturada, com a criação do então chamado Tribunal Superior de Justiça Militar, sediado em Belo Horizonte, como órgão de segundo grau de jurisdição, composto de três juízes, sendo um civil e dois militares, nomeados pelo Governador do Estado. Continuou a existir uma só Auditoria com três espécies de Conselhos de Justiça: o Especial, o Permanente e o de Corpo.
Em 22 de junho de 1954, a Lei nº 1.098 (Organização Judiciária) aumentou o número de juízes componentes do Tribunal de Justiça Militar para cinco, fixando-os em três juízes militares e dois civis.
Por fim, com a Resolução nº 61 (Organização e Divisão Judiciárias do Estado de Minas Gerais), elaborada e promulgada pelo Tribunal de Justiça, em 8 de dezembro de 1975, manteve-se em cinco o número de juízes do Tribunal de Justiça Militar, aumentou-se para três o número de Auditoria e permaneceram os Conselhos de Justiça.
A Constituição Federal de 1988, no que se refere à Justiça Militar, dispõe sobre sua competência e criação dos Tribunais de Justiça Militar, sendo que esses só existem atualmente em três Estados: Minas Gerais, São Paulo e Rio Grande do Sul.
A Emenda Constitucional nº 45, de 8 de dezembro de 2004 (Reforma do Judiciário), trouxe alterações à Justiça Militar estadual em seu art. 125: deu nomenclatura adequada ao antigo cargo de juiz auditor, que passou a chamar Juiz de Direito do Juízo Militar, e ampliou a competência desta Justiça Especializada para o processamento e julgamento das ações judiciais contra atos disciplinares militares. Estas alterações foram introduzidas na Lei Complementar nº 59, de 18 de janeiro de 2001, atual Lei de Organização e Divisão Judiciárias do Estado de Minas Gerais, pela Lei Complementar nº 85, de 28 de dezembro de 2005. 
Em 2017, já houve duas tentativas de extinção, ambas encabeçadas pelo deputado estadual Sargento Rodrigues, de acabar com o Tribunal de Justiça Militar. A última tentativa esbarrou em uma questão jurídica. A proposta de emenda à Constituição (PEC) feita pelo parlamentar foi rejeitada na Comissão de Constituição e Justiça da Assembleia Legislativa sob o argumento de que somente o Tribunal de Justiça de Minas Gerais poderia propor seu fim conforme determina a Constituição mineira. O parlamentar alegava questões de alto custo aos cofres públicos e baixos processos demonstrando inutilidade e ineficácia no funcionamento da corte.
A composição do Tribunal de Justiça Militar foi ampliada para sete juízes: quatro militares, nomeados pelo Governador do Estado dentre coronéis da ativa da Polícia Militar e do Corpo de Bombeiros Militar, e três civis, sendo um deles promovido dentre os Juízes de Direito do Juízo Militar e os outros dois nomeados entre os representantes do quinto constitucional, advogados e membros do Ministério Público. Houve ampliação também nas Auditorias, que passaram a ter na sua composição três juízes de direito do juízo militar titulares e três substitutos.
Atualmente é presidido pelo Juiz Fernando José Armando Ribeiro.